# 汪秘市
汪秘市（越南语：／）是越南广宁省西部的一个城市，南临白藤江，是著名的煤矿区，以工业为主。煤矿多露天开采。境内有通往矿区的专线铁路。

## 地理
汪秘市西接东潮市，北接北江省山洞县，东接下龙市，东南接广安市社，南接海防市水源市。面積256平方公里。

## 历史
汪秘市得名于境内的汪江和秘上村。阮朝时属于海阳省荆门府东潮县秘江总。法属时期设为汪秘市社（commune）。二战后，越南民主共和国降为汪秘市镇。
1961年10月28日，安兴县以汪秘社、田功港、安清社乐中村、同内村析置汪秘市社，隶属鸿广区。
1966年9月26日，安兴县上安功社和方东社划归汪秘市社。
1969年3月18日，成立横争市镇。
1981年9月10日，横争市镇改制为横争坊，同进社并入北山坊和光中坊。
1999年8月25日，南溪社改制为南溪坊，方东社析置安清坊。
2006年6月12日，安兴县田功社划归汪秘市社。
2008年2月1日，汪秘市社被评定为三级城市。
2011年2月25日，汪秘市社改制为汪秘市。
2011年8月24日，方东社改制为方东坊，方南社改制为方南坊。
2013年11月28日，汪秘市被评定为二级城市。
2019年12月17日，田功社并入征王坊。

## 行政区划
汪秘市下辖9坊1社，市人民委员会位于青山坊。
- 北山坊（Phường Bắc Sơn）
- 南溪坊（Phường Nam Khê）
- 方东坊（Phường Phương Đông）
- 方南坊（Phường Phương Nam）
- 光中坊（Phường Quang Trung）
- 青山坊（Phường Thanh Sơn）
- 征王坊（Phường Trưng Vương）
- 横争坊（Phường Vàng Danh）
- 安青坊（Phường Yên Thanh）
- 上安功社（Xã Thượng Yên Công）

## 資料來源
1. ↑  汪秘得名于汪江和秘上村，秘上村在阮朝时属于秘江总，两个地名均见于《同庆地舆志》。
2. ↑  .   [2017-10-14]. （原始内容存档于2021-10-25）.
3. ↑  .   [2017-10-14]. （原始内容存档于2017-10-14）.
4. ↑  .   [2020-03-17]. （原始内容存档于2019-11-29）.
5. ↑  .   [2020-03-17]. （原始内容存档于2017-08-22）.
6. ↑  .   [2017-10-14]. （原始内容存档于2021-11-16）.
7. ↑  .   [2017-10-14]. （原始内容存档于2019-08-15）.
8. ↑  .   [2020-03-17]. （原始内容存档于2021-02-08）.
9. ↑  .   [2019-12-31]. （原始内容存档于2020-04-01）.